# 고푸람

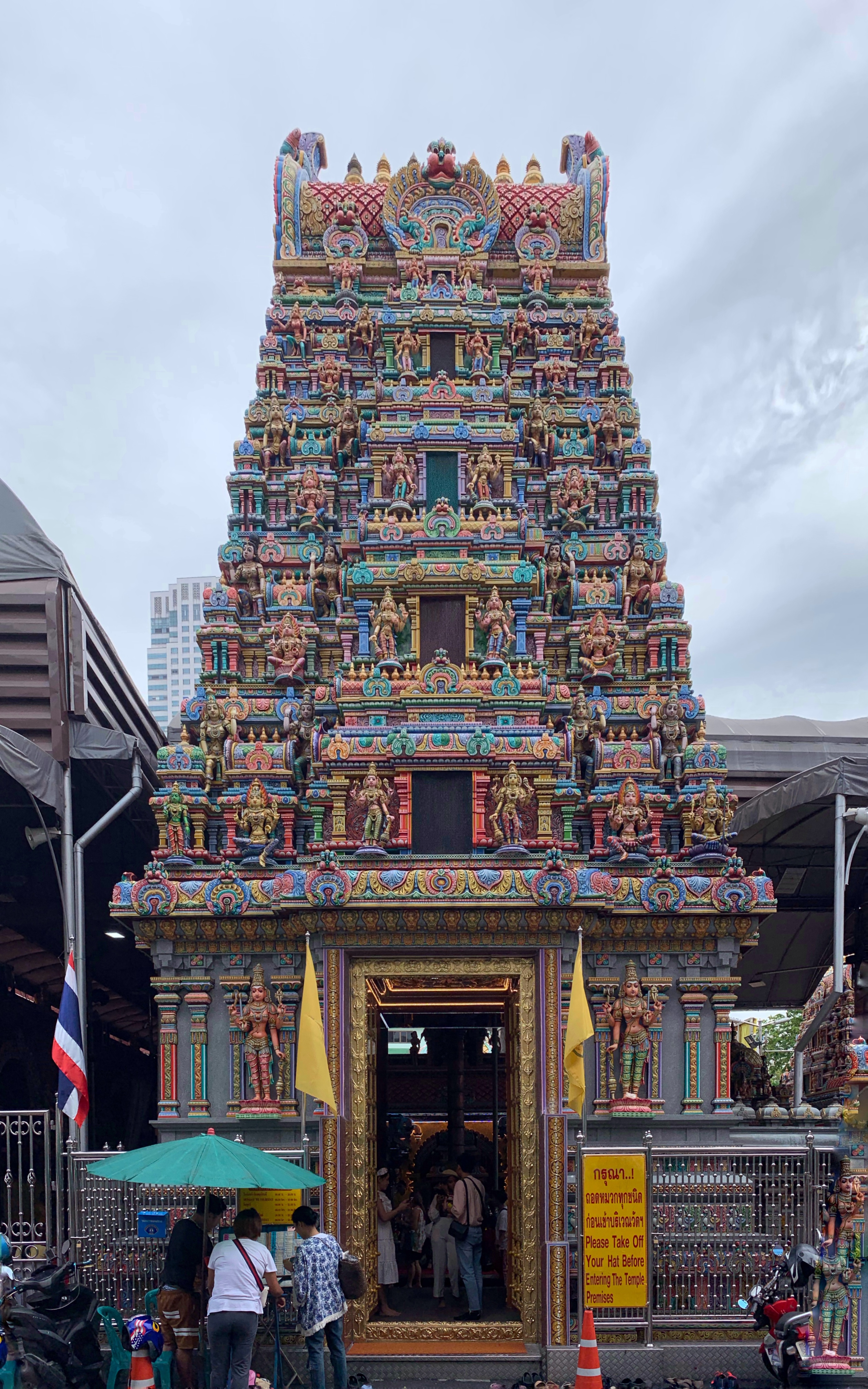
방콕에 있는 스리 마하마리암만 사원의 고푸람

고푸람(산스크리트어: गोपुरम्, 타밀어: கோபுரம் 마라티어: ഗോപുരം, 칸나다어: ಗೋಪುರ, 텔루구어: గోపురం)은 보통 남인도의 타밀나두주, 안드라프라데시주, 케랄라주, 카르나타카주 및 텔랑가나주의 드라비다 건축 양식으로 지어진 힌두교 사원에 있는 화려한 기념비적인 입구탑이다.
고대 및 초기 중세 사원은 작은 고푸람을 특징으로 하는 반면 후기 사원들은 드라비다 양식의 힌두교 사원 또는 많은 경우의 사원들의 사원 단지가 확장되고 새로운 경계를 따라 새로운 더 높은 고푸람이 건설되는 양상을 보였다. 고푸람에는 둥글게 솟은 돌 피니알, 칼라삼이 얹혀있으며, 사원 단지를 둘러싼 벽을 통과하는 관문 역할을 한다. 성전 중앙을 향해 있는 또 다른 우뚝 솟은 구조물은 비마남이다. 둘 다 바스투샤스트라의 텍스트에 주어진 규칙에 따라 설계되고 구성되었다.
고푸람의 기원은 팔라바 왕의 초기 구조로 거슬러 올라갈 수 있으며 북인도의 중앙 시카라 탑과 관련이 있다. 12세기에서 16세기 사이, 힌두교 사원이 점차 도시 생활의 허브가 된 판디아, 나야카 및 비자야나가라 시대에 이 관문은 사원 외관의 지배적인 특징이 되었으며, 결국에는 고푸람의 거대한 크기와 안뜰이 내부 성역을 시야에서 가렸다. 그것은 또한 장식의 양에서 내부 성소를 능가하였다. 종종 사원에는 하나 이상의 고푸람이 있다. 고푸람은 또한 앙코르 와트처럼 인도 외부의 건축, 특히 크메르 건축에서도 나타난다.
큰 드라비다 양식의 사원 또는 코일에는 본전 주변에 연속적으로 작은 벽으로 둘러싸인 인클로저로 들어가는 구멍으로 여러 개의 고푸람이 존재할 수 있으며, 가장 큰 것은 일반적으로 바깥쪽 가장자리에 있다. 사원 화합물은 일반적으로 정사각형 또는 직사각형이며, 종종 4개의 기본 방향에서 가장 바깥쪽 벽에 고푸람이 있다. 고푸람의 여러 층은 일반적으로 리드미컬한 감소 척도로 낮은 수준의 특징을 반복한다. 내부 성소와 그 우뚝 솟은 지붕(중앙신의 신전)은 비마남이라고도 불리지만, 남쪽에서는 일반적으로 큰 사원의 고푸람보다 작다.

## 참고 문헌
- Dallapiccola, Anna L. (2002). 《Dictionary of Hindu Lore and Legend》. London: Thames & Hudson. ISBN 0-500-51088-1.
- Harle, JC, The Art and Architecture of the Indian Subcontinent, 2nd edn. 1994, 예일대 출판사 펠리칸 미술사,ISBN 0300062176